# California v. Anderson
Le peuple de l'État de Californie contre Robert Page Anderson (en anglais : The People of the State of California v. Robert Page Anderson) est une affaire connue aux États-Unis en raison de la décision rendue le 18 février 1972 par la Cour suprême de Californie dans cette dernière, interdisant la peine de mort dans cet État au motif qu'elle constituerait une « peine cruelle et inhabituelle », contraire au sixième paragraphe du premier article de la Constitution californienne. 
Ce jugement, particulièrement impopulaire (notamment en raison de son effet rétroactif qui épargna la chambre à gaz à une centaine de condamnés à mort dont les plus célèbres étaient Sirhan Sirhan, l'assassin de Robert Kennedy, et Charles Manson, le commanditaire du meurtre de Sharon Tate), entraîna quelques mois plus tard la tenue d'un référendum d'initiative populaire conduisant à l'adoption de la proposition 17 (en) qui amenda la Constitution californienne avec un paragraphe (le vingt-septième du premier article) affirmant explicitement que la peine de mort « ne doit pas être considérée comme étant, ou comme constituant, l'imposition de peines cruelles ou inhabituelles au sens de l'article I, paragraphe 6 ». 
L'adoption de la proposition 17 n'entraîna cependant pas une reprise des exécutions en Californie car la même année la Cour suprême américaine officialisa un moratoire sur la peine de mort à l'échelle nationale avec sa décision dans l'affaire Furman v. Georgia. Finalement, après des années de litige, le meurtrier d'adolescents Robert Alton Harris (en), devint, le 21 avril 1992, la première personne exécutée en Californie depuis People v. Anderson. Son exécution fut d'ailleurs approuvée par Anderson lui-même.

### Note
1. ↑  Disposition déplacée au dix-septième paragraphe du premier article depuis.